# King Diamond (zespół muzyczny)
King Diamond – duńska grupa muzyczna powstała w 1985 roku w Kopenhadze z inicjatywy instrumentalisty i wokalisty występującego pod pseudonimem King Diamond.

## Historia
Zespół powstał w 1985 roku z inicjatywy wokalisty i instrumentalisty Kima Benedix Petersena znanego pod pseudonimem King Diamond. Diamond zdecydował się na założenie zespołu tuż po rozwiązaniu Mercyful Fate, którego był współzałożycielem. Do współpracy zaprosił Michaela Denera i Timi'ego Hansena. Następnie dołączyli perkusista Mikkey Dee oraz gitarzysta Floyd Konstantin. Jednakże wkrótce Konstantin został zastąpiony przez Andy LaRocque.
Jeszcze w 1985 roku ukazał się debiutancki singel pt. No Presents for Christmas, który poprzedził album Fatal Portrait wydany w 1986 roku. Rok później został nagrany drugi album zatytułowany Abigail. Po nagraniach zespół opuścił Michael Denner, a zastąpił go Mike Moon, który wspierał zespół podczas koncertów. Wkrótce Moon i Timi Hansen odeszli z zespołu, a zastąpili ich Pete Blakk i Hal Patino. W ramach promocji albumu został zrealizowany teledysk do utworu „The Family Ghost”. W 1988 roku w odnowionym składzie grupa nagrała album pt. Them. Promowany teledyskiem do utworu „Welcome Home”. Wkrótce potem zespół opuścił Mikkey Dee, którego zastąpił Chris Whitemier. Jednakże Dee tego samego roku powrócił do zespołu.
W 1989 roku ukazał się czwarty album King Diamond pt. Conspiracy oraz promujący go teledysk „Sleepless Nights”. Po nagraniach Dee ostatecznie odszedł z zespołu. Muzyka zastąpił Snowy Shaw. Również w 1989 z zespołem zakończyli współpracę gitarzysta Pete Blakk i basista Hal Patino w związku z nadużywaniem narkotyków. Zastąpili ich odpowiednio Mike Wead oraz Sharlee D’Angelo. W 1990 roku ukazał się pierwszy album koncertowy pt. In Concert 1987: Abigail. Natomiast w 1992 roku została wydana kompilacja nagrań A Dangerous Meeting. Tego samego roku zespół Mercyful Fate wznowił działalność co opóźniło realizację kolejnego wydawnictwa King Diamond do 1995 roku.

## Muzycy
| - King Diamond – śpiew, gitara, instrumenty klawiszowe (od 1985) - Andy LaRocque – gitara, instrumenty klawiszowe (od 1985) - Mikael „Mike Wead” Wikström – gitara (od 2000) - Pontus Egberg – gitara basowa (od 2014) - Matt Thompson – perkusja (od 2000) - Livia Zita – chórki (od 2003) - Mikael „Mike Moon” Myllynen – gitara (1987) - Elias Holmlid – instrumenty klawiszowe (2001) | - Floyd Konstantin – gitara (1985) - Michael Denner – gitara (1985-1987) - Peter „Pete Blakk” Jacobsson – gitara (1987-1990) - Herb Simonsen – gitara (1995-1998) - Glen Drover – gitara (1998-2000) - Timi „Grabber” Hansen – gitara basowa (1985-1987) - Sharlee D’Angelo – gitara basowa (1990-1993) - Chris Estes – gitara basowa (1995-2000) - David Harbour – gitara basowa (2000) - Mikkey Dee – perkusja (1985-1989) - Chris Whitemier – perkusja (1988) - Snowy Shaw – perkusja (1989-1994) - Darrin Anthony – perkusja (1995-1997) - John Luke Hébert – perkusja (1997-2000) - Roberto Falcao – gościnnie instrumenty klawiszowe (1988-1990) - Hal Patino – gitara basowa (1987-1989, 2000-2014) |

## Dyskografia
| 1986                           | Fatal Portrait - Data: 17 lutego 1986 - Wydawca: Roadrunner Records             | –   | 33 | –  | –  |
| 1987                           | Abigail - Data: 15 czerwca 1987 - Wydawca: Roadrunner Records                   | 123 | 39 | –  | –  |
| 1988                           | Them - Data: 18 lipca 1988 - Wydawca: Roadrunner Records                        | 89  | 38 | –  | 65 |
| 1989                           | Conspiracy - Data: 21 sierpnia 1989 - Wydawca: Roadrunner Records               | 111 | 41 | –  | 64 |
| 1990                           | The Eye - Data: 30 października 1990 - Wydawca: Roadrunner Records              | 179 | –  | –  | –  |
| 1995                           | The Spider’s Lullabye - Data: 15 czerwca 1995 - Wydawca: Metal Blade Records    | –   | –  | 31 | –  |
| 1996                           | The Graveyard - Data: 30 września 1996 - Wydawca: Massacre Records              | –   | –  | 23 | –  |
| 1998                           | Voodoo - Data: 25 lutego 1998 - Wydawca: Massacre Records                       | –   | 55 | 27 | –  |
| 2000                           | House of God - Data: 20 czerwca 2000 - Wydawca: Metal Blade Records             | –   | 60 | –  | –  |
| 2002                           | Abigail II: The Revenge - Data: 28 stycznia 2002 - Wydawca: Metal Blade Records | –   | 42 | 24 | –  |
| 2003                           | The Puppet Master - Data: 20 października 2003 - Wydawca: Massacre Records      | –   | 36 | –  | –  |
| 2007                           | Give Me Your Soul... Please - Data: 26 czerwca 2007 - Wydawca: Massacre Records | 174 | 28 | 25 | –  |
| „–” pozycja nie była notowana. |                                                                                 |     |    |    |    |

| Rok  | Tytuł                                                              |
| ---- | ------------------------------------------------------------------ |
| 1989 | The Dark Sides - Data: 6 lutego 1989 - Wydawca: Roadrunner Records |
| 1999 | Collector’s Item - Data: 17 maja 1999 - Wydawca: Massacre Records  |

| Rok  | Tytuł                                                                           |
| ---- | ------------------------------------------------------------------------------- |
| 2001 | Nightmares in the Nineties - Data: 2001 - Wydawca: Massacre Records             |
| 2001 | Decade of Horror - Data: 25 maja 2001 - Wydawca: Massacre Records               |
| 2003 | The Best of King Diamond - Data: 22 września 2003 - Wydawca: Roadrunner Records |
| 2004 | King Diamond Platinum Edition - Data: 2004 - Wydawca: Massacre Records          |
| 2014 | Dreams of Horror - Data: 11 listopada 2014 - Wydawca: Metal Blade Records       |

| Rok  | Tytuł                                                                         |
| ---- | ----------------------------------------------------------------------------- |
| 1990 | In Concert 1987: Abigail - Data: 7 grudnia 1990 - Wydawca: Roadrunner Records |
| 2004 | Deadly Lullabyes Live - Data: 20 września 2004 - Wydawca: Metal Blade Records |

| Rok  | Tytuł                                                                                                 |
| ---- | --- |
| 1985 | Demo (EP) - Data: 1985 - Wydawca: brak (wydanie własne)                                               |
| 1985 | No Presents for Christmas (singel) - Data: 25 grudnia 1985 - Wydawca: Roadrunner Records              |
| 1986 | Coven Fan Club Exclusive Interview (singel) - Data: 1986 - Wydawca: Roadrunner Records                |
| 1986 | Halloween (singel) - Data: 1986 - Wydawca: Roadrunner Records                                         |
| 1987 | The Family Ghost (singel) - Data: 1987 - Wydawca: Roadrunner Records                                  |
| 1988 | Tea (singel) - Data: 1988 - Wydawca: Roadrunner Records                                               |
| 1990 | Eye of the Witch (singel) - Data: 1990 - Wydawca: Roadrunner Records                                  |
| 1992 | A Dangerous Meeting (split z Mercyful Fate) - Data: 6 października 1992 - Wydawca: Roadrunner Records |